# Telehaus

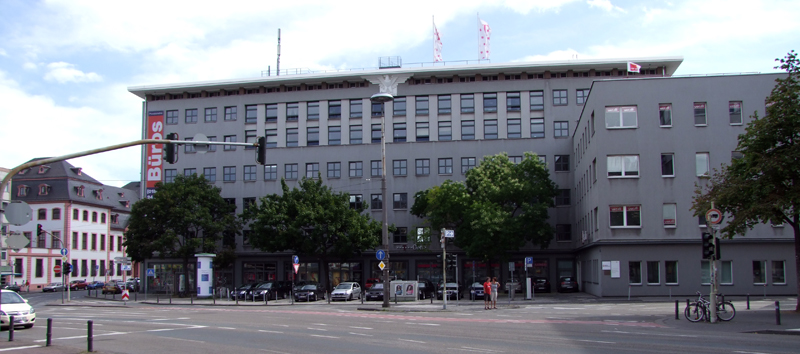
Telehaus am Münsterplatz, 2010

Das im Volksmund Telehaus genannte ehemalige Telegraphenamt in Mainz wurde zwischen 1928 und 1930 auf der Südseite des Münsterplatzes mit der Einmündung der Schillerstraße als Ergebnis eines 1926 ausgeschriebenen Wettbewerbs, zusammen mit dem Finanzamt, unter ausdrücklicher Berücksichtigung des benachbarten barocken Erthaler Hofes, am Münsterplatz 2–6 erbaut.

## Vorgeschichte
Für knapp ein Jahr gab es von 1813 bis 1814 eine Optische Telegrafenlinie von Metz nach Mainz. Danach richtete die österreichische Verwaltung 1849 eine Telegraphenanstalt ein. Mainz war damals Festung des Deutschen Bundes und für österreichische, preußische und hessische Truppen Garnison. Die neue Telegraphenanstalt, die 1853 wieder einging, diente in der Hauptsache der Verbindung der österreichischen Garnison mit dem Mutterland. Sie war auch dem Privatverkehr dienstbar, hat aber durch die hohen Kosten für die Allgemeinheit nur wenig Bedeutung gehabt und hat zur Aufhebung der Station wahrscheinlich die Veranlassung gegeben.
Es dauerte danach bis zum 15. Oktober 1883, bis es die führenden Industrie- und Handelskreise erreichten, Stadtfernsprecheinrichtung mit 30 Teilnehmern einzurichten. Die Zahl der Sprechstellen im Ortsfernsprechnetz Mainz und der von ihnen ausgehende Gesprächsverkehr war Ende der 1920er Jahre ebenso wie in allen übrigen Großstädten ganz beträchtlich gestiegen. Im Telegraphenbetrieb stieg der Telegrammverkehr ebenfalls in erheblichem Maße und hatte in den ersten Besatzungsjahren 1919 bis 1922 einen außergewöhnlichen Umfang angenommen, weil alle für den Brückenkopf Mainz bestimmten oder von ihm ausgehenden Telegramme über das Telegraphenamt Mainz geleitet werden mussten. Die Ruhrbesetzung ging nicht spurlos vorüber, der Betrieb lag vom 22. Februar bis 1. Oktober 1923 still und zahlreiche Beamte mussten ins unbesetzte Gebiet abwandern.
Telegraphendirektor mit 7 Betriebsstellen war von 1909 bis 1921 Jacob Seitz aus Ibersheim.

## Gebäude
Das Gebäude ist ein rares Beispiel für die sachliche Ästhetik der Moderne in Mainz der 1920er Jahre, mit seiner kubisch gegliederten höhengestaffelten Baugruppe, die unter der Verantwortung von Stadtbaurat Fritz Luft entstand. Der Gesamtkomplex, zu dem auch das Finanzamt in der Schillerstraße 13 gehört, wurde nach preisgekrönten Entwürfen der Frankfurter Architekten H. F. W. Kramer und Gottlob Schaupp, im Auftrag der Oberpostdirektion Frankfurt am Main, auf dem Gelände des ehemaligen Altmünsterklosters errichtet.
Es zählt zu den nicht allzu häufig vorkommenden Beispielen für die Unterbringung zweier Behörden mit voneinander völlig unabhängigem Betrieb in einem geschlossenen Baukörper, der infolge seiner Ausmaße den Blickpunkt eines Platzes abgibt und sich in seinen äußeren Formen bestimmend und doch nicht störend in die solistisch kunterbunte Umgebung einpasst.
Die winkelförmige, sechseinhalb- und viergeschossige ausgemauerte Eisenbeton-Skelett-Konstruktion ermöglichte durch Wegnehmen und Hinzufügen von Zwischenwänden im Inneren des Gebäudes eine variable Raumgestaltung. In den breiten Nischen unterhalb des stilisierten Reichsadlers an der Frontseite stand ursprünglich, auf Würfelquader gesetzt, die Inschrift TELEGRAPHENAMT.
Für die Bauausführung waren strengste wirtschaftliche Gesichtspunkte maßgebend. Der Baugrund, aufgefülltes, teils mooriges Gelände mit säurehaltigem Grundwasser über einen alten in unbekannter zeit trockengelegten Nebenarm des Rheins, forderte eine in Eisenbeton ausgeführte und mit säurefesten Klinkern isolierte 5 bis 7 Meter tiefe Pfahlgründung, über der sich die ausgemauerte Eisenbetonkonstruktion mit Volldecken, weitausladendem Hauptsims sowie die Leichtwände aus Gipsschenkelplatten erheben. Der Eisenbetondachstuhl des Mittelbaus war ursprünglich massiv abgedeckt und mit doppelter Pappe gedichtet. Der viergeschossige Baukörper zeigt ein begehbares flaches Dach. Auf den massiven Stufen und Podesten der beiden Treppenhäuser waren Eichenholzriemen verlegt; in nahezu allen übrigen Räumen wurde als Fußbodenbelag Linoleum verwendet. Nur wenige Diensträume hatten abwaschbare tapezierte Wände; sonst waren einfarbige Öl- und Leimfarbanstriche vorherrschend. Die Sperrholztüren im Gebäudeinnern schlugen in Eisenzargen; die Doppelfenster waren mit geringer äußerer Tiefe in die Leibungen eingeschoben. Der äußere Aufbau hält sich in einfachen Formen. Mit Ausnahme einiger Muschelkalk- und Klingerverkleidungen im Erdgeschoss der Straßenseiten, in den beiden Windfängen und der Durchfahrt zeigten die helle Edelputzfassade mit den dunkel gestrichenen Fensterkreuzen keinerlei Architekturschmuck.
Beim schweren Luftangriff der Alliierten auf Mainz am 27. Februar 1945 brannten alle Stockwerke aus, die technische Einrichtung wurde weitgehend zerstört. Ende Mai 1945 nahm ein behelfsmäßiges Fernsprechamt den Betrieb wieder auf, doch es dauerte noch bis 1950, bis Gebäude und Technik völlig wiederhergestellt waren.
Heute beherbergt das Gebäude immer noch Einrichtungen der Deutschen Telekom sowie einen Telekom-Shop. Weitere Büros werden von der Ver.Di (Landesbezirk Rheinland-Pfalz und Bezirk Rhein-Nahe-Hunsrück) genutzt. Zusammen mit dem Finanzamt Mainz-Mitte (Schillerstraße 13) gehört es zur Denkmalzone Münsterplatz.

## Betrieb

### 1930 bis 1945
Das Amt ging 1930 mit einer Kapazität von 2.000 Teilnehmeranschlüssen in Betrieb. Die Einweihung fand am 7. Februar 1931 statt, nachdem das darin untergebrachte Selbstanschlussamt einige Wochen vorher dem Betrieb übergeben worden war. Der Fernsprechortsverkehr war zum Beispiel betriebstechnisch noch gemischt, zum Teil Hand-, zum anderen Selbstanschlussbetrieb. Ein Teil der Ortsnetzanschlüsse war in dem alten Gebäude am Brandplatz im Stadtinneren verblieben. Er wurde etwa in Jahresfrist auch automatisiert, wodurch dann zwei Selbstanschlussämter „Münsterplatz“ und „Gutenberg“ zur Verfügung standen. Durch diese Art der Betriebsänderungen waren erhebliche Kosten für Kabellegung usw. erspart worden. Ebenso wie der Selbstanschlussbetrieb, sind auch die Einrichtungen für den Fernverkehr mit den damals allerneuesten technischen Dingen aufgebaut worden. Beide Selbstanschlussämter konnten bis zu 10.000 Anschlüsse aufnehmen, so dass man damals davon ausging dem Verkehrsbedürfnis für viele Jahre genüge getan zu haben.

### Nach 1945
Der Amtsbereich schloss weite Teile Rheinhessens von Ingelheim bis Worms ein. Ende 1975 gehörten dem Amt 1132 Mitarbeiter an und betreuen einen Raum in dem fast 400.000 Menschen wohnen. Im ersten Halbjahr 1976 wurde in Mainz die Anzahl neuer Fernsprechanschlüsse im Bundesdurchschnitt weit übertroffen, die Steigerungsrate betrug 101 Prozent. Die Zahl der Hauptanschlüsse im Bezirk Mainz strebte Ende der 1970er Jahre die 100.000 Marke an.
Im Mainzer Fernmeldeamt waren die Fernschreib- und datentechnischen Einrichtungen bis 1977 noch zum größten Teil an elektromechanische Systeme angeschlossen. Bis Ende der 1970er Jahre wurden diese durch elektronische Vermittlungs- und Übertragungssysteme im Wert von 1,3 Mio. DM ersetzt.
Durch den Neubau des SWF-Landesstudios an der Wallstraße und dem Bau des ZDF-Sendezentrum auf dem Lerchenberg ist ein Schwerpunkt für die Ton- und Fernsehübertragung entstanden. Den Sternpunkt der Vermittlung verlagerte daher die Bundespost nach Mainz in eine zentrale Kontrollstelle. Sie wurde neben dem Fernmeldeturm Ober-Olm gebaut.
Der erste Münzfernsprecher für weltweite Gespräche in Mainz wurde am 5. April 1977 auf dem Bahnhofplatz aufgestellt.
Im November 1983 wurde eine Empfangsanlage für Kabelfernsehen auf einem der Bonifazius-Türme in Betrieb genommen. Im September 1985 konnte mit 10.000 Kabelanschlüssen ein Landesrekord aufgestellt werden.
Am Gutenbergplatz gegenüber dem Staatstheater, sowie an der Nordsperre des Hauptbahnhofs und im Hauptpostamt wurden Anfang August 1989 die ersten Kartentelefone in Mainz in Betrieb genommen.
Im März 1990 gab es 210.000 Telefonanschlüsse im Bereich Mainz, beziehungsweise auf 100 Einwohner kamen in etwa 50 Anschlüsse.

#### Amtsvorsteher
- 1. Februar 1956 bis 31. Dezember 1975: Oberpostdirektor Dipl.-Ing. Peter Maria Bayer[12]
- 1. April 1976 bis 31. August 1998: Postoberrat Dipl-Ing. Eckhard Joerg

### Weitere Nutzung
Das Erdgeschoss wurde und wird auch heute noch gewerblich genutzt. Beliebter Mainzer Treffpunkt war bis in die Nachkriegszeit das Café Münstertor.